# Oliva de la Frontera
Oliva de la Frontera ist eine spanische Gemeinde (municipio) in der Provinz Badajoz in der Autonomen Gemeinschaft Extremadura. Die Gemeinde zählte auf einer Fläche von 149,3 km² im Jahr 2024 insgesamt 4.936 Einwohner.

## Lage
Die Gemeinde liegt rund 81 km südlich der Provinzhauptstadt Badajoz, 57 km von Zafra, 15 km westlich von Jerez de los Caballeros und 5 km von der Grenze zu Portugal entfernt, die hier vom Río Ardila gebildet wird, der in den Guadiana mündet.

## Sehenswürdigkeiten

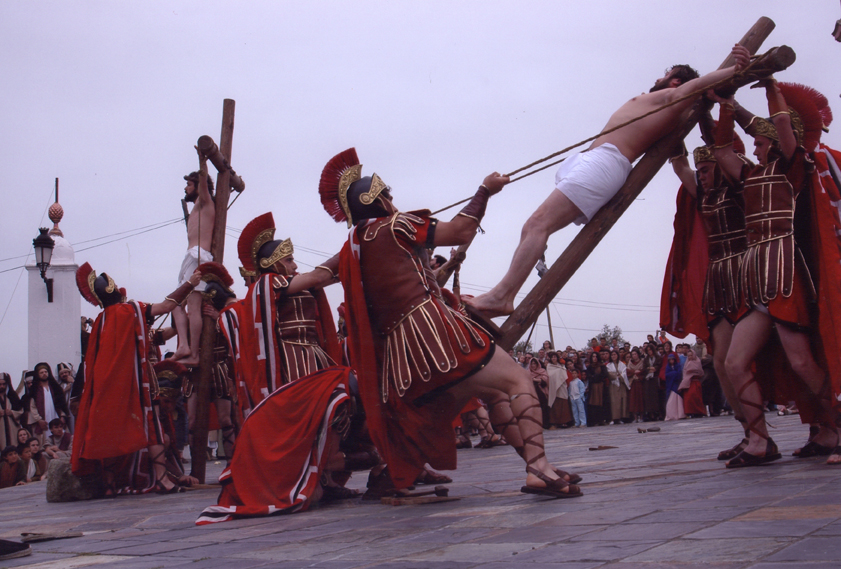
Pasión Viviente: Kreuzaufrichtung

- Die neoklassizistische Pfarrkirche San Marcos Evangelista aus dem 18. Jahrhundert.
- Ermita Nuestra Señora Virgen de Gracia.
- Die Darstellung der Leidensgeschichte Jesu in der Pasión Viviente, seit 1976.